# クロアカ・マキシマに投げ込まれる聖セバスティアヌス
『クロアカ・マキシマに投げ込まれる聖セバスティアヌス』（クロアカ・マキシマになげこまれるせいセバスティアヌス、伊: San Sebastiano gettato nella Cloaca Massima、英: Saint Sebastian Thrown into the Cloaca Maxima）は、イタリア・バロック期のボローニャ派の画家ルドヴィコ・カラッチが1612年にキャンバス上に油彩で制作した絵画である。1971年に購入されて以来、ロサンゼルスのJ・ポール・ゲティ美術館に所蔵されている。なお、パリのルーヴル美術館には本作の準備素描が収蔵されている。

## 作品
3世紀末にナルボンヌで生まれた聖セバスティアヌスは、ミラノで徴兵された。洗礼を受けた彼は牢獄のキリスト教徒を兵士の権限でひそかに逃したが、この件が知られたため殉教するにいたった。彼は最初にローマ皇帝ディオクレティアヌスの命により矢で射られたが、聖イレーネに介抱され、生き延びる。後に彼は撲殺され、その遺体は排水場に遺棄されることとなった。埋葬がされなかったことは、キリスト教の儀式に対する最大の蔑視を意味した。
矢で射抜かれ、身体に傷を負った聖セバスティアヌスは腺ペスト患者の守護聖人で、16世紀に腺ペストの大流行が起きたカラッチの故郷の町ボローニャでもローマでも人気のある主題であった。絵画で、聖セバスティアヌスは伝統的に木か柱に縛られ、矢に射抜かれる姿で表される。あるいは、聖イレーネに介抱される姿で表されることもある。一方、カラッチは、古代ローマの兵士たちが聖セバスティアヌスの遺体をローマの主要な排水場であったクロアカ・マキシマに投げ込む場面を描くことを選択しており、それによって英雄的な殉教死を価値のない遺体として表現している。

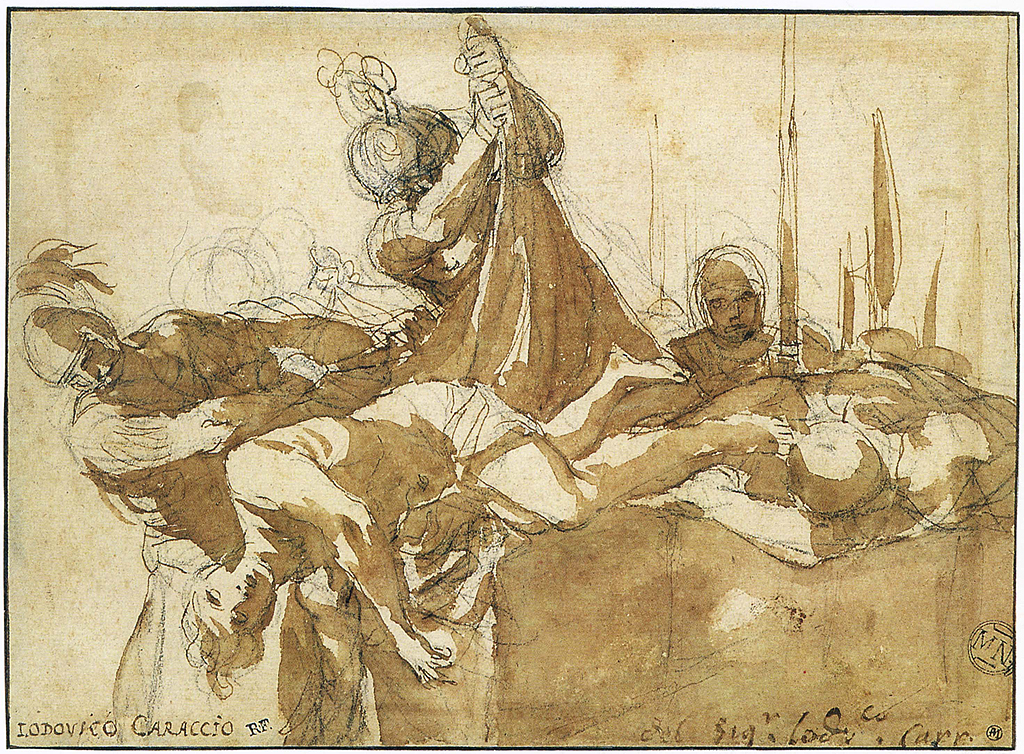
準備素描、ルーヴル美術館、パリ

本作は、後に教皇ウルバヌス8世となるマッフェオ・バルベリーニ から委嘱された。同時代の手紙に明らかなように、作品が設置される場所は、新しく建造されたサンタンドレア・デッラ・ヴァッレ教会 (ローマ) 内に枢機卿が所有した礼拝堂下の地下室であった。礼拝堂は、聖セバスティアヌスに奉納されるべく、12世紀の小礼拝堂跡地に設けられることになっていた。その小礼拝堂は一般にサン・バスティアネッロとして知られ、クロアカ・マキシマから聖セバスティアヌスの遺体が回収された場所に設立されたものであった。しかし、地下室は実現しなかったのに加え、マッフェオ・バルベリーニは本作が礼拝堂に展示するのにふさわしくないと感じた。弟に宛てた手紙の中で、彼はカラッチの絵画が「あまり信仰心を啓発しない」と懸念していることを伝えている。結局、彼は、礼拝堂に掛ける絵画をパッシニャーノ作のより啓発的な『クロアカ・マキシマから回収される聖セバスティアヌスの遺体』に置き換えた。しかし、マッフェオ・バルベリーニは、本作が「荒々しい力を表現したよい例」として評価し、自身の個人コレクションに加えたのである。この作品に見られる容赦ない自然主義は、17世紀絵画において決定的な要素となる。
かくして、カラッチの絵画はバルベリーニ家のコレクションに入り、いくつかの財産目録に記載された。カルロ・チェーザレ・マルヴァージアは、自身の著作『フェルシーナ・ピットリーチェ』 (1678年) で本作が「4つの泉のパレストリーナ公 (バルベリーニ家の称号) のために」制作された作品であるとしているが、4つの泉とはバルベリーニ宮殿のある場所のことである。当時の作品の題名は『聖セバスティアヌスとして描かれた、兵士によって埋葬されるパリヌルス』であった。